# Верецький перевал

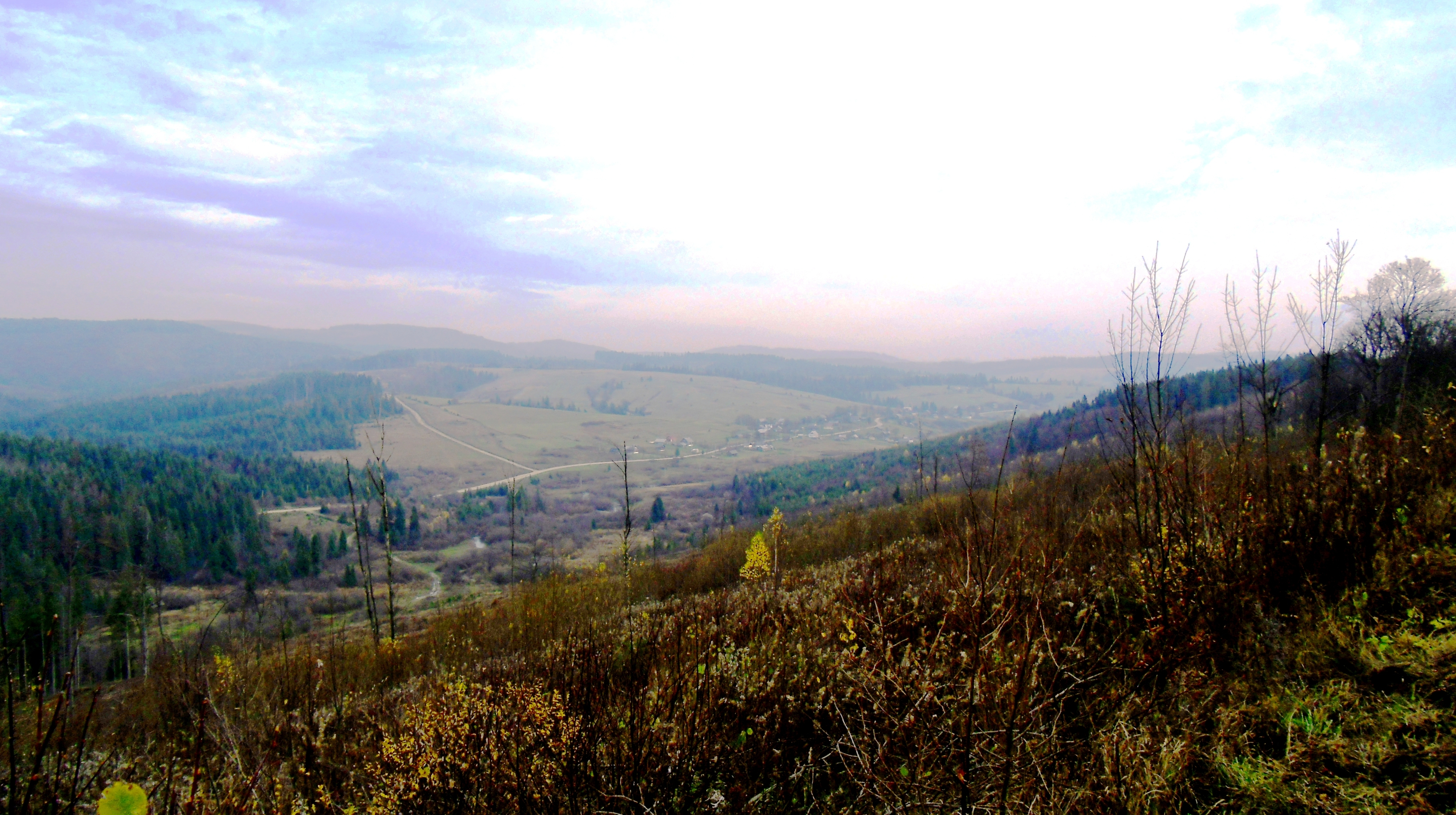
Верхів'я річки Стрий поблизу сіл Климець — Жупани

Ворі́тський (інші назви — Руські Ворота, мадяронізм - Вере́цький перевал; англ. Veretskyi Pass; угор. Vereckei-hágó) — перевал в Українських Карпатах через Вододільний хребет. Розташований на межі Закарпатської (Воловецький район) і Львівської (Сколівський район) областей, на вододілі річок Стрий та Латориця.

## Географія

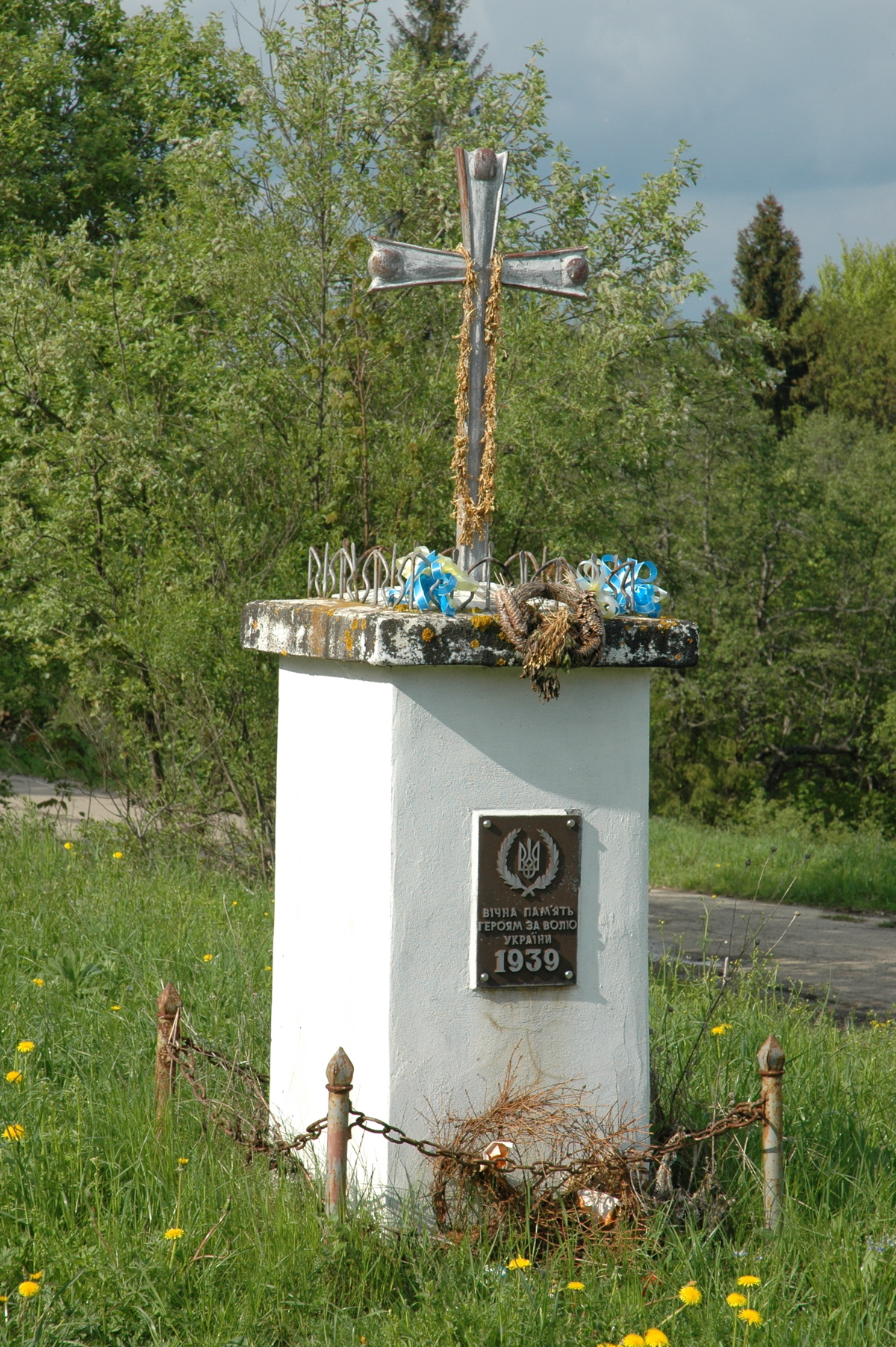
Пам'ятний знак борцям за волю України

Висота 841 м. над рівнем моря. Південний схил перевалу крутий, автодорога йде серпантином, північний схил — пологіший. До часу побудови об'їзного відтинку автодороги М 06 це був найжвавіший перевал Українських Карпат. Нині перевалом користуються лише мешканці ближніх сіл — Жупани, Климець (Львівська область) і Верб'яж, Завадка (Закарпатська область).
З перевалу відкривається мальовничий краєвид гірських хребтів, який, щоправда, псує нафтопровід «Дружба».

## Історія
За свідченням літопису Gesta Hungarorum, саме через Верецький перевал 895 року угорські племена на чолі з Арпадом перейшли Карпати й завоювали Паннонську (Тисо-Дунайську) низовину. Однак, останнім часом ця версія піддається великому сумніву завдяки знахідкам українських археологів, які дослідили, що імовірно першим випадком переходу через карпатські перевали була втеча печенігів від руського війська.
За іншою версією, угри гнані половцями вздовж Чорного моря зайшли лівим берегом Дунаю аж до слов'янського озера Балатон і вибили звідти слов'ян. Далі вони перейшли Дунай і пішли нищити слов'ян в Дунайсько-Тисовій низовині. Перед 900 роком навала угрів була зупинена в передгір'ях Карпат слов'янами під проводом легендарного князя Лаборця, однак ця інформація наразі не підтверджена історичною наукою.[джерело?]

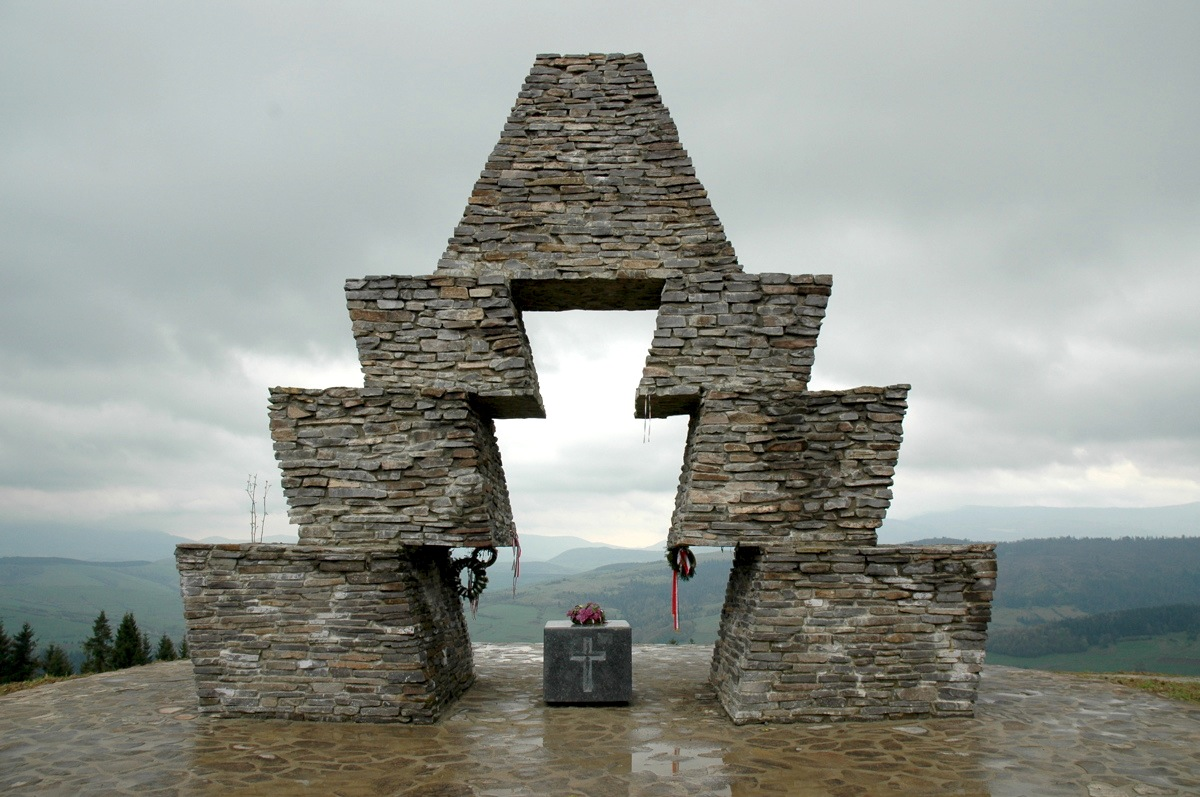
Пам'ятний знак на Верецькому перевалі з нагоди 1100 роковин переходу фіно-угорських племен через Карпати

17 березня 1939 на третій день окупації Карпатської України Мадярщиною мадярські жандарми гнали на перевал через села Нижні Ворота, Верб'яж, Завадка колони полонених галичан — вояків Карпатської Січі і передали їх польській прикордонній службі, яка розмістила полонених у підвалах своїх казарм. Наступного дня, 18 березня 1939 до сходу сонця полонені були розділені на колони, відконвойовані вліво і вправо від перевалу по лінії кордону приблизно на півтора-два кілометри і розстріляні на закарпатській стороні над селами Нова Розтока і Верб'яж, та між Петросовицею, Жупанами і Лазами.